# Olé (quotidiano)
Olé è un quotidiano sportivo argentino fondato a Buenos Aires nel 1996.

## Storia
Olé fu fondato il 23 maggio 1996 dal gruppo editoriale Clarín. Un anno dopo la sua uscita in edicola il quotidiano fu insignito di tre premi dalla Society for News Design. La testata inoltre accrebbe ulteriormente la sua importanza dopo la chiusura temporanea del suo principale concorrente, il settimanale El Gráfico.